# ريشا شارما (مغنية)
ريشا شارما (بالإنجليزية: Richa Sharma)‏ هي مغنية هندية، ولدت في 29 أغسطس 1974.

## وصلات خارجية
- ريشا شارما على موقع IMDb (الإنجليزية)
- ريشا شارما على موقع ميوزك برينز (الإنجليزية)
- ريشا شارما على موقع ديسكوغز (الإنجليزية)